# Carlos Gardel
Carlos Gardel pe numele său Charles Romuald Gardès (n. 11 decembrie 1890, Toulouse, Franța – d. 24 iunie 1935, Medellín, Columbia) a fost un trubadur și compozitor de tango, argentinian de origine franceză. Spre sfârșitul vieții a fost și actor principal în câteva filme muzicale, cântând cu voce și acompaniat de chitara sa melodii din repertoriul propriu. Opera și vocea sa au fost clasificate în Registrul Memoria Lumii al UNESCO începând din 2003.

## Biografie și operă muzicală
Cunoscut și sub numele de El Zorzal Criollo („Sturzul Creol”), Carlos Gardel reprezintă o figură emblematică și legendară a Argentinei. Cariera carismaticului cântăreț de origine franceză coincide cu dezvoltarea intrinsecă a unui adevărat geniu cultural al Argentinei, tangoul - muzica, dansul și cântecul  suburbiilor Buenos Aires-ului. 
Gardel a fost ,,copil din flori", tatăl său fiind ,,necunoscut". Mama sa, Berthe Gardès (1865-1943), a părăsit Europa și a emigrat în Argentina (America de Sud), luându-l și pe Carlos în vârstă de numai 27 de luni (1893).
Carlos Gardel a început să cânte devreme, de la vârsta de 15 ani. Nu a cântat tangou, ci cântece folclorice lente, acompaniindu-se la chitară.
În 1911 l-a cunoscut pe cântărețul uruguayan José Razzano Arhivat în 6 ianuarie 2007, la Wayback Machine.. Împreună au format un duo cu care au continuat să interpreteze cântece folclorice, atât în Buenos Aires, cât și în Rosario, Argentina până în 1917 când, o dată cu „Mi noche triste” a lui Pascual Contursi, au dat naștere tangoului liric, înlocuind versurile satirice și fără perdea, cu altele nostalgice, triste sau melodramatice. Acest moment a reprezentat și începutul triumfului carierei de cântăreț de tangou a lui Carlos Gardel, înregistrarea cu ,,Mi noche triste" vânzându-se în 100.000 de exemplare.
Din anul 1927, după turneul din Spania, a început cariera lui Gardel de artist internațional. Filmele și înregistrările au fost admirate de toată lumea hispanică, cucerind milioane de inimi. Acesta a fost începutul. Începutul unei legende!
Gardel a făcut numeroase turnee în țări ca Argentina, Chile, Brazilia, Puerto Rico, Venezuela, Columbia și în orașe precum Paris și Barcelona. Gardel a fost aclamat și a fost triumfător nu numai în aceste locuri, dar și în Statele Unite ale Americii, la New York, unde a avut turnee de succes la începutul anilor '30. Tot în S.U.A. și-a realizat în ultimii ani de viață (înainte de prematurul și tragicul său sfârșit din vara anului 1935) filmele muzicale cu tangouri de-ale sale de succes. Unul dintre filme (turnat chiar cu un an înainte de moarte), face referire la legăturile sale cu Statele Unite prin titlul Rubias de New York = Blondele din New York.￼ Gardel avea deja în repertoriu un tangou cu același titlu.￼Alt film de-al său, realizat tot în 1934, se numește The Tango on Broadway. Uriașa popularitate de care s-a bucurat Gardel în timpul vieții, ca interpret, s-a datorat (într-o oarecare măsură) și filmelor făcute: 12 lung-metraje și 50 de scurt-metraje. Dintre acestea din urmă au supraviețuit până în zilele noastre doar 10. Însă, prin aceste scurt-metraje, alintatul de public ,,Carlitos'' poate fi considerat creatorul video -clipului.
Numai la Paris Gardel a vândut 70.000 de discuri (plăci de patefon), în primele 3 luni ale anului 1928. Pe parcursul scurtei sale vieți (dar cu o intensă activitate muzicală) Carlos Gardel a compus 183 de tangouri și a înregistrat 772 de melodii, dintre care 514 sunt tangouri.
Elita argentiniană și-a înfrânt aversiunea față de originile umile ale tangoului și l-a acceptat pe Gardel abia după ce omul și muzica sa (de tango) au fost larg recunoscuți în Franța și Spania.
Viața personală: Carlos Gardel, adorat de public și mai ales de femei, nu a fost căsătorit niciodată și nici n-a avut copii ; ,,Carlitos" a fost ,,căsătorit" cu profesia sa!
Cariera și viața lui Carlos Gardel au fost în mod tragic curmate la 24 iunie 1935 într-un accident de avion Arhivat în 20 noiembrie 2008, la Wayback Machine. petrecut la Medellin, Columbia. În februarie 1936, trupul neînsuflețit al trubadurului a ajuns la Buenos Aires și a fost condus pe ultimul drum, de către o mulțime impresionantă, până la cimitirul La Chacarita, unde a fost înmormântat în acordurile tangoului Silencio.

Fileteado de Elvio Gervasi reprezentând cântărețul, în Buenos Aires, colțul străzilor Carlos Gardel și Anchorena.
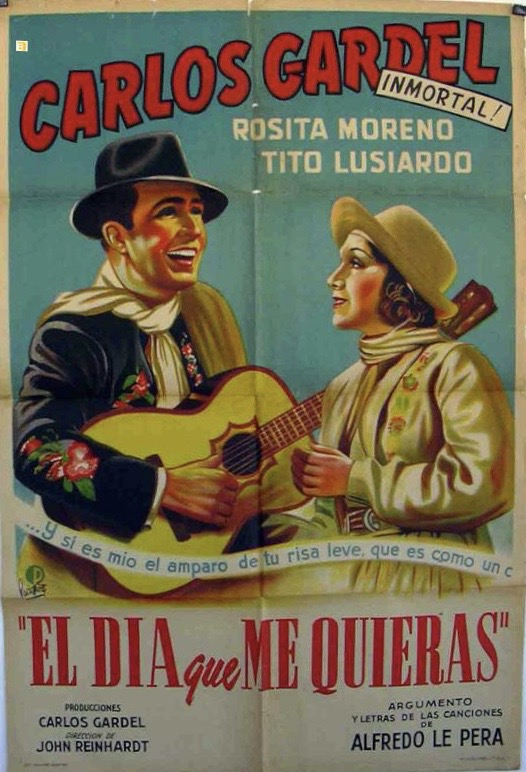
Poster original (1935)

Funeraliile lui Carlos Gardel, 1935-1937 ©
Ca o curiozitate, este interesant de menționat că rămășițele pământești ale lui Gardel au avut un periplu lumesc la fel de tumultuos ca și viața sa: Gardel a fost mai întâi înmormântat provizoriu la Medellin, în Columbia. La aproape 6 luni de la moarte trupul său a fost deshumat (în dec.1935), îmbălsămat și apoi transportat cu trenul pe un lung traseu, prin Columbia, până în zona de coastă la Oceanul Pacific. De aici, sicriul a fost pus pe un vapor și dus, prin Canalul Panama, tocmai la New York (unde regretatul artist avusese un succes așa de răsunător). În marele oraș american convoiul funerar a sosit în ian.1936, a zăbovit câteva zile, pornind apoi spre casă, în Argentina. Tot pe apele oceanului, de data aceasta cel Atlantic, vaporul a ajuns mai întâi la Rio de Janeiro (capitală a Braziliei pe atunci) unde a făcut o escală. Și-a continuat drumul spre casă, la Buenos Aires, trecând mai întâi prin Montevideo unde s-a făcut o altă escală. La 5 feb. 1936, sicriul cu trupul neînsuflețit al marelui dispărut a ajuns la Buenos Aires, fiind așteptat și întâmpinat de o mulțime impresionantă de compatrioți. Funeraliile oficiale ale lui Gardel au avut loc a doua zi. După estimări făcute, între 20.000 și 40.000 de oameni au asistat. Zeci de femei și fete au leșinat de durere și emoție. Faimosul și iubitul artist a fost înmormântat în Mausoleul artiștilor din cel mai mare cimitir din capitala Argentinei, ,,La Chacarita''.
Dar nici aici Gardel nu și-a găsit liniștea veșnică. După numai un an, autoritățile l-au deshumat pentru a doua oară și l-au ,,transferat'' în alt loc din același cimitir, unde a fost construit un ansamblu funerar (cu statuie), special pentru el. 
Ca și în cazul altui artist foarte apreciat și iubit de public, tot prematur plecat dintre cei vii (actorul american de film mut Rudolf Valentino, contemporan cu Gardel), mormântul lui C.Gardel a devenit loc de pelerinaj. Și a rămas așa până în zilele noastre.
> a se vedea punctul al doilea din Bibliografie
> a se vedea și punctul al treilea din Bibliografie

## Galerie fotografică

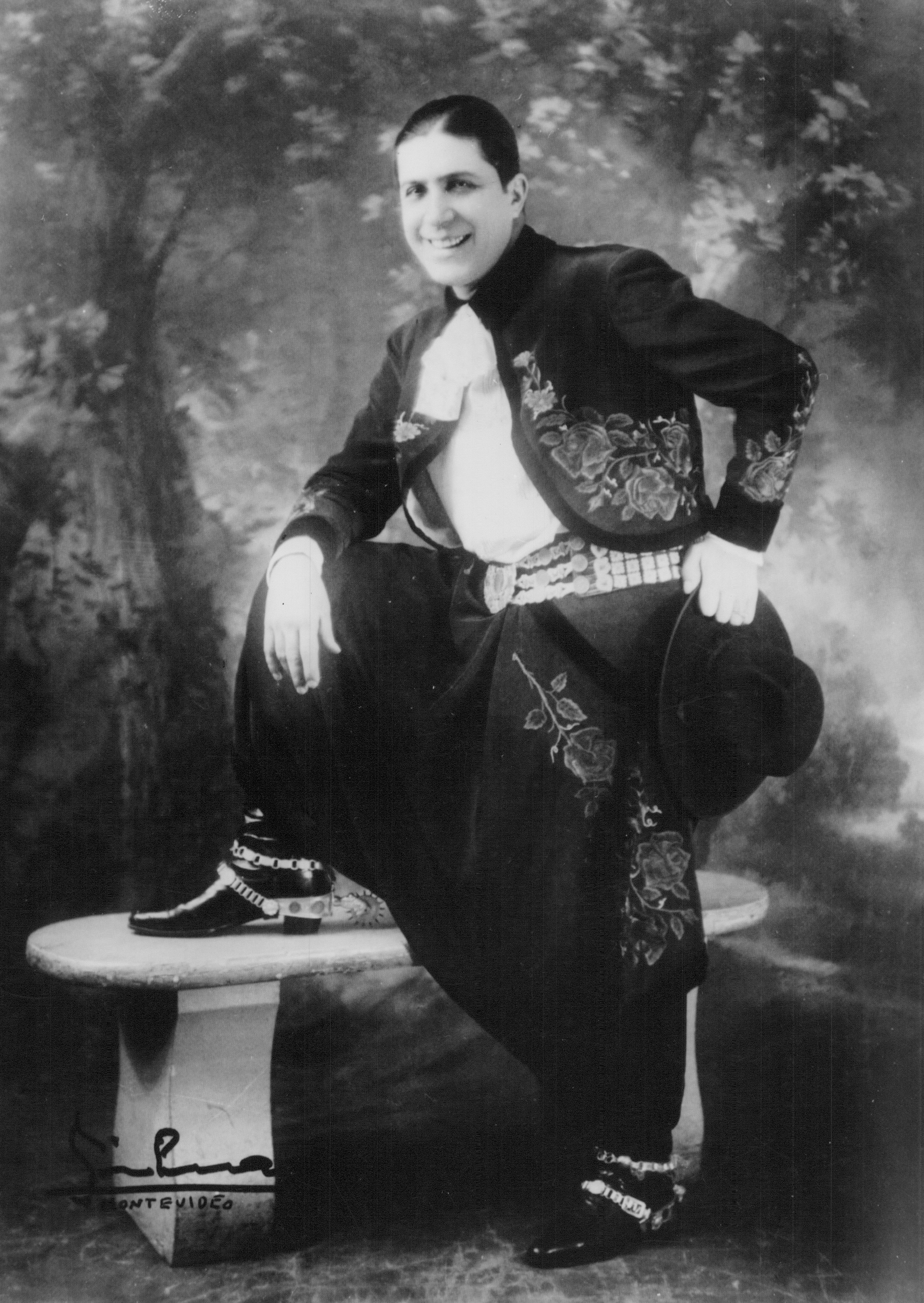
Carlos Gardel îmbrăcat în costum tradițional argentinian, de gaucho (cow-boy argentinian); foto din 1923
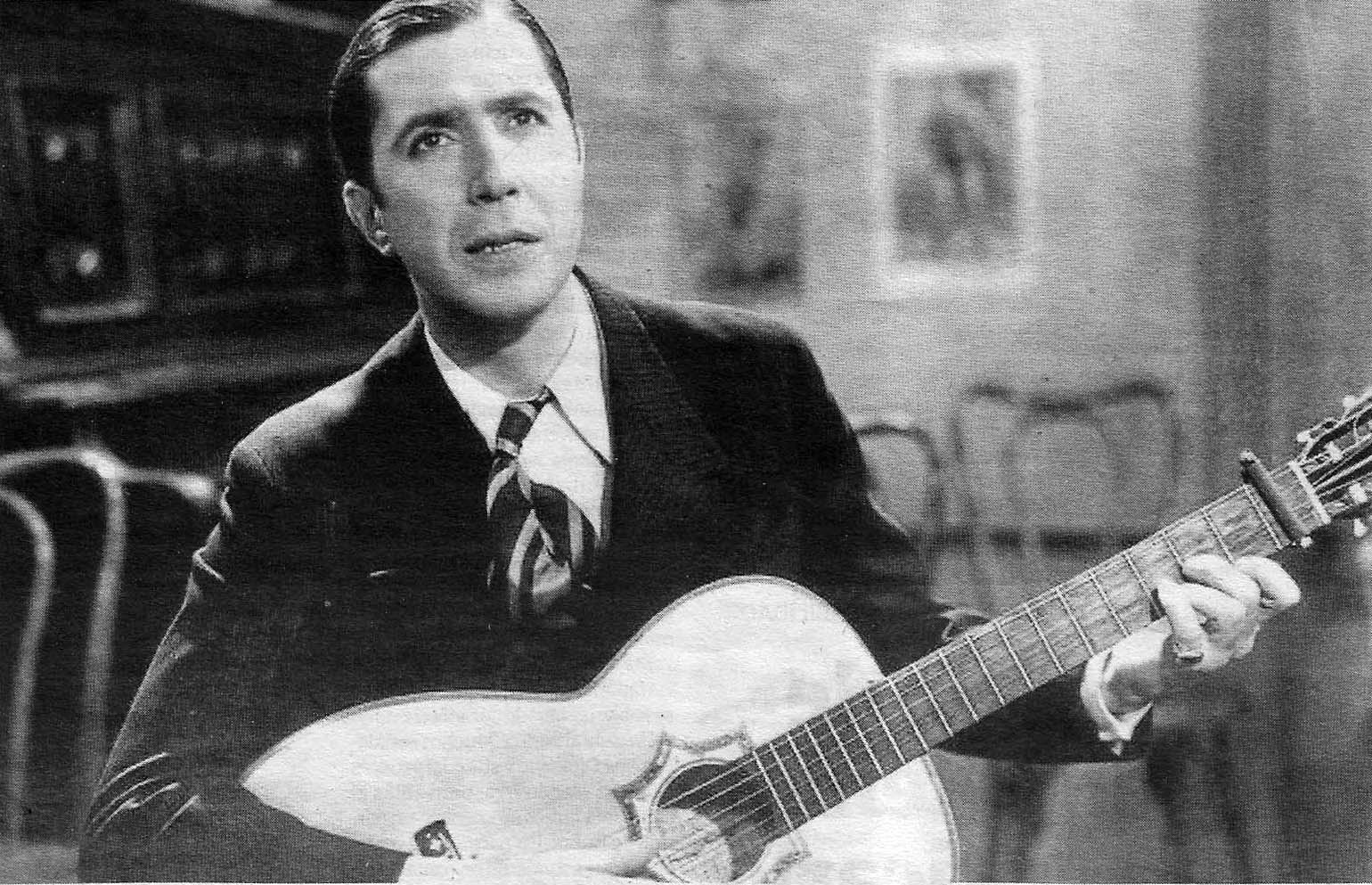
Carlos Gardel cântând, acompaniat de chitara sa (pe la 1925)
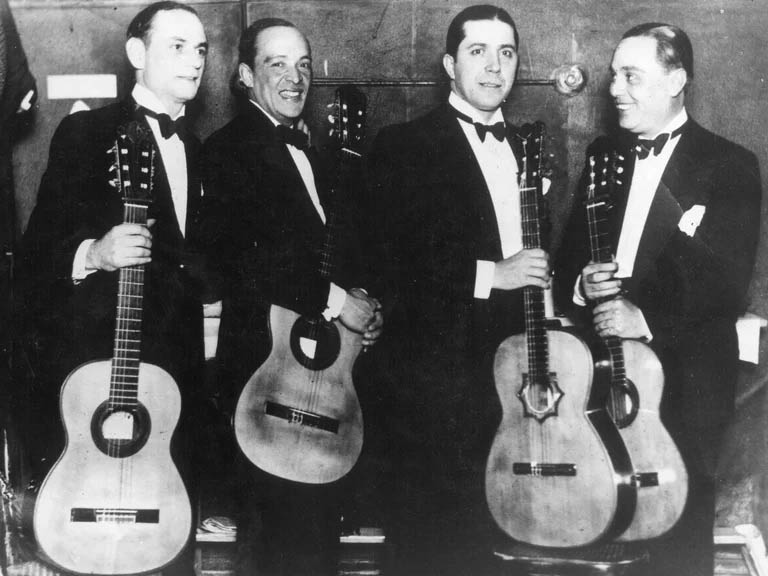
Carlos Gardel cu un trio de chitariști acompaniatori (1928-1930)
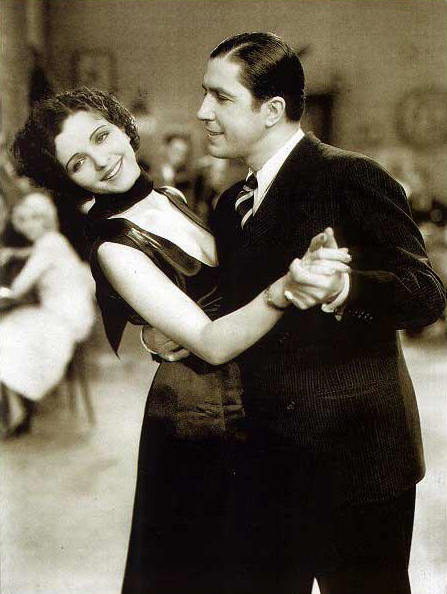
Carlos Gardel dansând tangou cu actrița Mona Maris (instantaneu dintr-un film din 1934)